# 帕武苏
帕武苏（葡萄牙語：Pavussu）是巴西皮奥伊州的一个市镇。总面积1494.687平方公里，总人口4284人，人口密度2.9人/平方公里。